# Милитино (Переславский район)
Милитино — деревня в Переславском районе Ярославской области.

## История
Вотчинная деревня Борисоглебского Надозёрного монастыря в Конюцком стане в 1627—28 году. В 1764 году при секуляризации перешла в казну.
Название деревня получила, возможно, по имени родины святого Георгия Митилинского - Греческого города Митилини. Деревянная церковь Георгия Милитинского построена в 1678 году боярином Юрием Барятинским на территории Никитского монастыря
Плохо выговариваемое слово Митилинский со временем превратилось в Милитинский.

## Население
| 1859 | 1905 | 1926 | 2007 | 2010 |
| ---- | ---- | ---- | ---- | ---- |
| 129  | ↗194 | ↗199 | ↘0   | →0   |